# Bona de Berry

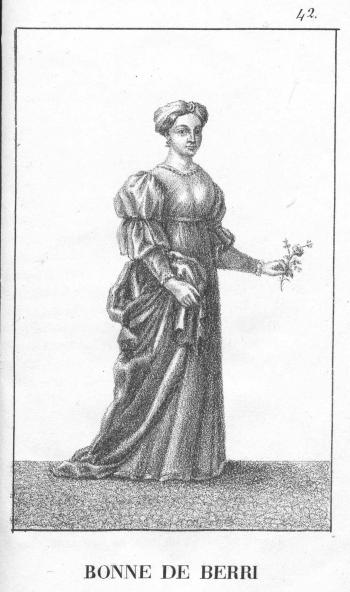
Bonne de Berry

Bona de Berry (Castillo de Mehun-sur-Yèvre, 1362-Castillo de Carlat, 30 de diciembre de 1435), fue hija de Juan I de Berry, Duque de Berry, y de Juana de Armagnac.

## Matrimonios e hijos
Se casó con Amadeo VII de Saboya, el contrato matrimonial fue firmado el 7 de mayo de 1372, y se realizó el 18 de enero de 1377, pero ella solo llegó a Saboya en 1381. Y actuó como regente durante la minoría de edad de su hijo Amadeo VIII de Saboya desde su muerte en 1391. Su hijo se Convertiría en antipapa y por él sería bisabuela de Carlota de Saboya, reina de Francia por su matrimonio con Luis XI. Estos fueron los hijos de este su primer matrimonio:
- Amadeo VIII de Saboya (1383-1439) Duque de Saboya, contrajo matrimonio con María de Borgoña, duquesa de Saboya.
- Bona de Saboya (1388-1432); casada con Luis de Piedmont.
- Juana de Saboya y de Montferrato (posthumously 1392–1460); casada con Juan Jaime de Montferrato.

Contrajo matrimonio en una segunda ocasión con Bernardo VII de Armagnac, Condé de Armañac (en francés Armagnac). El contrato matrimonial fue firmado el 2 de diciembre de 1393. Ellos tuvieron los siguientes hijos:
- Bona de Armagnac (1395-1435); casada con Carlos, duque de Orléans.
- Juan IV de Armagnac (1396-1450); casado por primera vez con Blanca de Bretaña y en segunda oportunidad con  Isabella d' Évreux
- María de Armagnac (1397-murió joven).
- Bernardo de Armagnac (1400-1462), Conde de Pardiac; casado con Leonor de Borbón-La Marche.[3]
- Ana de Armagnac (1402-bef. 1473); casada con Carlos II de Albret.
- Juana de Armagnac (1403-murió joven).
- Beatriz de Armagnac (1406-murió joven).